# Móri-árok
A Móri-árok a Bakonyt a Vértestől elválasztó, északnyugat–délkeleti irányú völgy. A Dunántúli-középhegység északi részének kistája.

## Geológiája
Területe 100 km². Geológiailag fiatal, a földtörténet pleisztocén időszakában alakult ki. Vetődések által létrehozott árkos süllyedék. Kétoldalt emelkedő peremeinek legmagasabb röge a Bodajktól nyugatra emelkedő Kő-hegy (314 m). Belsejét 50-60 méter vastagságú felső pleisztocén-alsó pliocén folyóvízi homok és homokos kavicsréteg tölti ki. Több helyen hordalékkúpokkal tagolva. Területét a szerkezeti mozgások földrengéstől veszélyeztetetté teszik. Az 1910. évi móri földrengés is erre utalt. Az árkot alkotó anyagok építőanyagként is hasznosíthatók.

## Vízrajza
A kistáj éghajlata mérsékelten hűvös és száraz. Az évi középhőmérséklet 9,5 °C. A csapadék évi átlaga 550-600 milliméter.
A Gaja-patak vízrendszeréhez tartozik. Vizeinek közvetlen levezetője a Mór-Bodajki vízfolyás. Hat állóvízének őszkiterjedése 600 Sablon:Hektár. A legnagyobb a fehérvárcsurgói tározó (223 ha). Jelentős a talajvíz készlete is 5 l/sec km². Valamennyi településének közműves vízellátása van. 1980-as években a vízkészlet 40%-os kihasználása mellett a kutak terhelése elérte a 100%-ot. Erdőtársulásai a különböző típusú tölgyesekhez (cseres, molyhos, gyertyános és karszttölgyesek) tartoztak, amelyek a 20. század végére csupán maradványai voltak fellelhetők. A terület háromnegyed része mezőgazdaságilag művelt.

## Turisztikai értékei

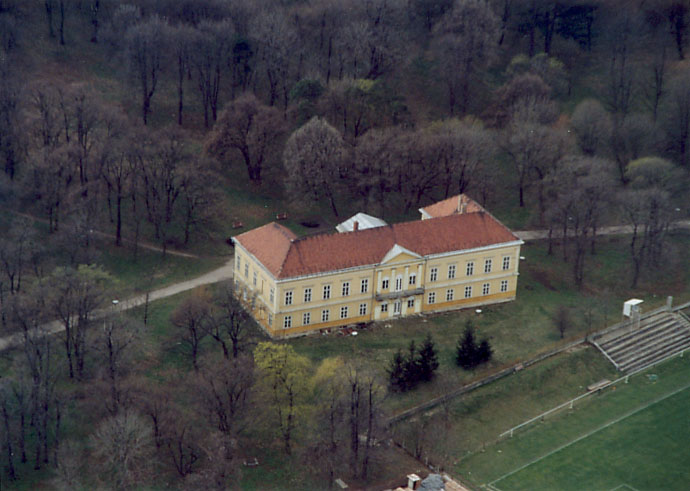
Miske kastély, Bodajk

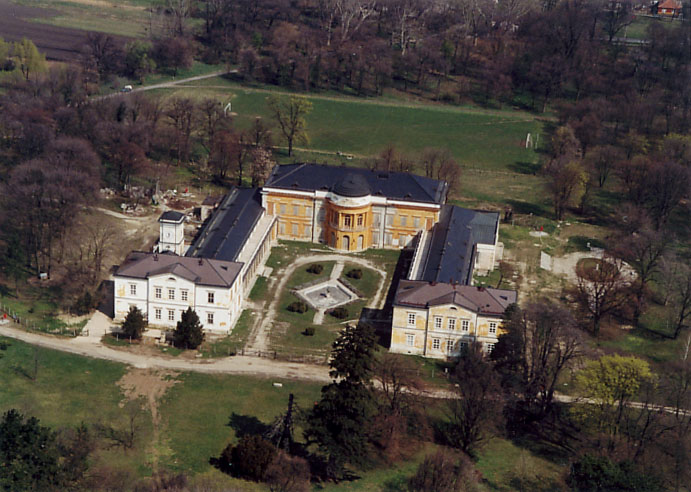
Károlyi-kastély, Fehérvárcsurgó

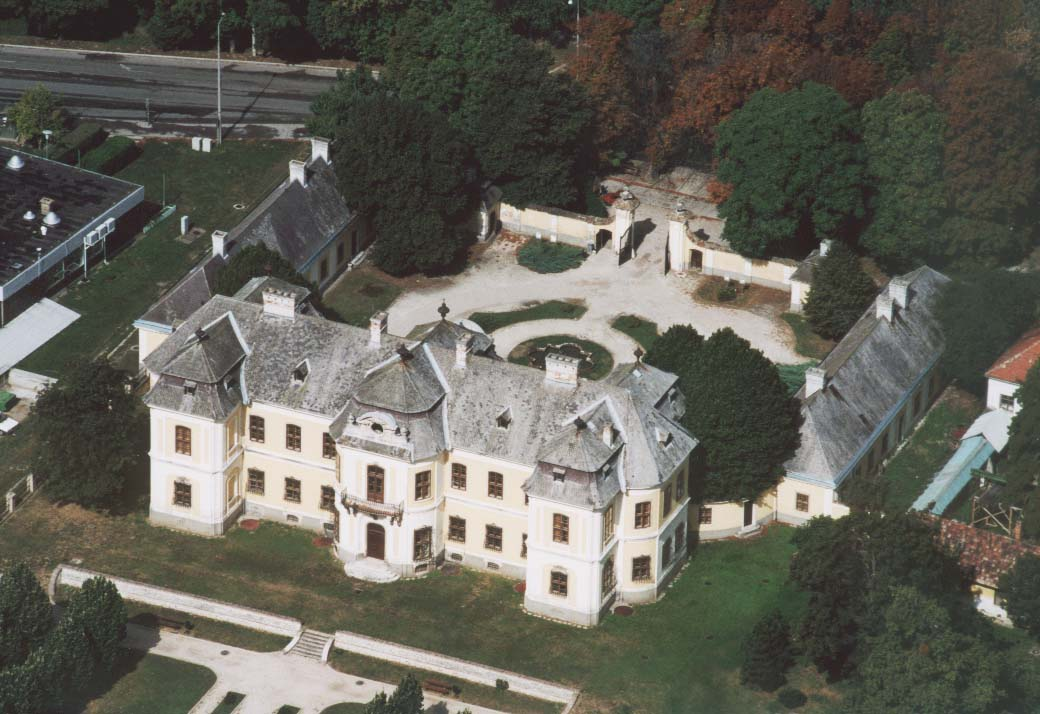
Lamberg-kastély, Mór

A kistáj északi része Vértesi Tájvédelmi Körzethez tartozik. Emellett jelentős természetvédelmi érték a Gaja-patak Bodajkhoz közeli szurdoka és a fehérvárcsurgói kastélypark. Országszerte keresettermék a mohai Ágnes-forrásból származó gyógyvíz. A Győrt Székesfehérvárral összekötő 81-es főút révén jelentős idegenforgalmi tranzitszereppel rendelkezik. Fő turisztikai értékét Mór kulturális értékei és a vidék borkülönlegességei jelentik.
- Mór: Lamberg-kastély, Lánczos-kastély, kapucinus templom, Bormúzeum a környékbeli pincékkel
- Fehérvárcsurgó: Károlyi-kastély, Várhegy földvára,
- Bodajk: Miske-kastély, Városháza, Kis Bazilika - Katolikus kegytemplom, Kálvária

## Települései
A térség településhálózatát 2 város és 3 község alkotja Fejér vármegyében.
- Mór
- Bakonysárkány (Komárom-Esztergom vármegyében található)
- Bodajk
- Csókakő
- Fehérvárcsurgó
- Moha

A térséget 22 700-an lakták 2002-ben. Ebből a városi népesség aránya ⅔-os. A kis területű, így magas népsűrűségű tájegység a 20. század során mérsékelt népességfogyás térsége volt, amely vándorlási veszteségből eredt. A népesedési csúcs az 1960-as évekre esett, azóta lassú, de tartós a népesség csökkenése. A településeken kisszámú német nemzetiség él a roma populáció aránya a népességen belül 4-8%. Az egész terület Székesfehérvár munkaerő vonzáskörzetébe tartozik. A vidék iparát a kitermelő ágazatokon kívül (bauxit, barnaszén) az 1980-as években Mór, járműalkatrész üzeme és élelmiszeripari kisüzemei képviselték (sütőipar, borfeldolgozás) képviselték, amelyek a rendszerváltozás után magánkézbe kerülve, működnek tovább. A kultúrtáj mezőgazdaságát a kukorica, a búza a napraforgó határozza meg. A sík területeket kb. 50%-ban szántók, a gyep és a legelőterületek 20%-át teszik ki. E mellett a takarmánynövények (lucerna, silókukorica is jelentősek. A Vértes déli lejtőin kitünteti a szőlő és a csonthéjas gyümölcsök (szilva, őszibarack és a kajszibarack). Itt terül el az 1000 hektáros Móri borvidék is.

## További irodalom
- Pécsi Márton: Morfológiai adatok a Móri-árok kavicsainak keletkezési körülményeihez. (Földrajzi értesítő, 1955)
- Ádám László: A Móri-árok északi előterének kialakulása és fejlődéstörténete (Földrajzi értesítő, 1959)
- Joó István - Csepregi Szabolcs: A Móri-árok, továbbá a Bakony és a Vértes magassági irányú mozgásainak tanulmányozása, Geodézia és kartográfia, 2007. (59. évf.) 4. sz. 3-8. old.